# Henry de Rudelle
Henry de Rudelle, né le 2 octobre 1910 à Rodez dans l'Aveyron et mort le 15 septembre 1974 à Sucy-en-Brie, est un officier français.
Affecté au 1er régiment de marche de spahis marocains, puis à la 2e division blindée, il est Compagnon de la Libération,.

## Biographie
Mobilisé le 2 septembre 1939 il participe à la campagne de France avant d'être démobilisé le 14 aout 1940.
Il quitte la France par ses propres moyens, s'engageant comme graisseur sur un navire marchand, le Laborde, le 22 janvier 1941, à Marseille. Il embarque ensuite sur le Sagittaire, toujours comme graisseur, le 13 mars 1941, et rejoint Saïgon le 23 juin 1941. Il navigue un temps sur l'Aramis, puis s'embarque sur le Maréchal Joffre, le 5 août 1941. Il arrive à Manille (Philippines) début septembre, où il débarque et fait défection (le tribunal maritime de Toulon le jugera par défaut le 22 janvier 1942 pour "absence irrégulière du bord" et le condamnera à 6 mois d’emprisonnement). Il rejoint ensuite Calcutta où il s’engage dans les Forces françaises libres le 21 septembre 1941, en compagnie de Pierre Novella, Jacques Pierrini, et Jean-Dominique Venturini. 
Il est ensuite acheminé  en Syrie, et est affecté au Groupe de Reconnaissance de Corps d'Armée (GRCA), qui deviendra le 1er régiment de marche de spahis marocains. Il combat en Libye avec la 2e Brigade du général Cazaud, et en août 1942, il appartient à la « Colonne volante »,  rattachée à la 7e Division blindée britannique (les Rats du Désert), qui effectue des raids en profondeur dans le désert de Libye.
Henry de Rudelle prend part à la bataille d'El Alamein le 23 octobre 1942, au sud du dispositif, à l'Himeimat, et participe à la poursuite de l'armée ennemie, jusqu’au 8 novembre 1942.
Le 6 mars 1943, il se distingue à la bataille de Médénine, en Tunisie, au combat de l'Oued Gragour. Il se voit attribuer à cette occasion, le 3 juin 1943, la médaille militaire et la Croix de Guerre avec palme, avec citation à l’ordre de l’Armée.

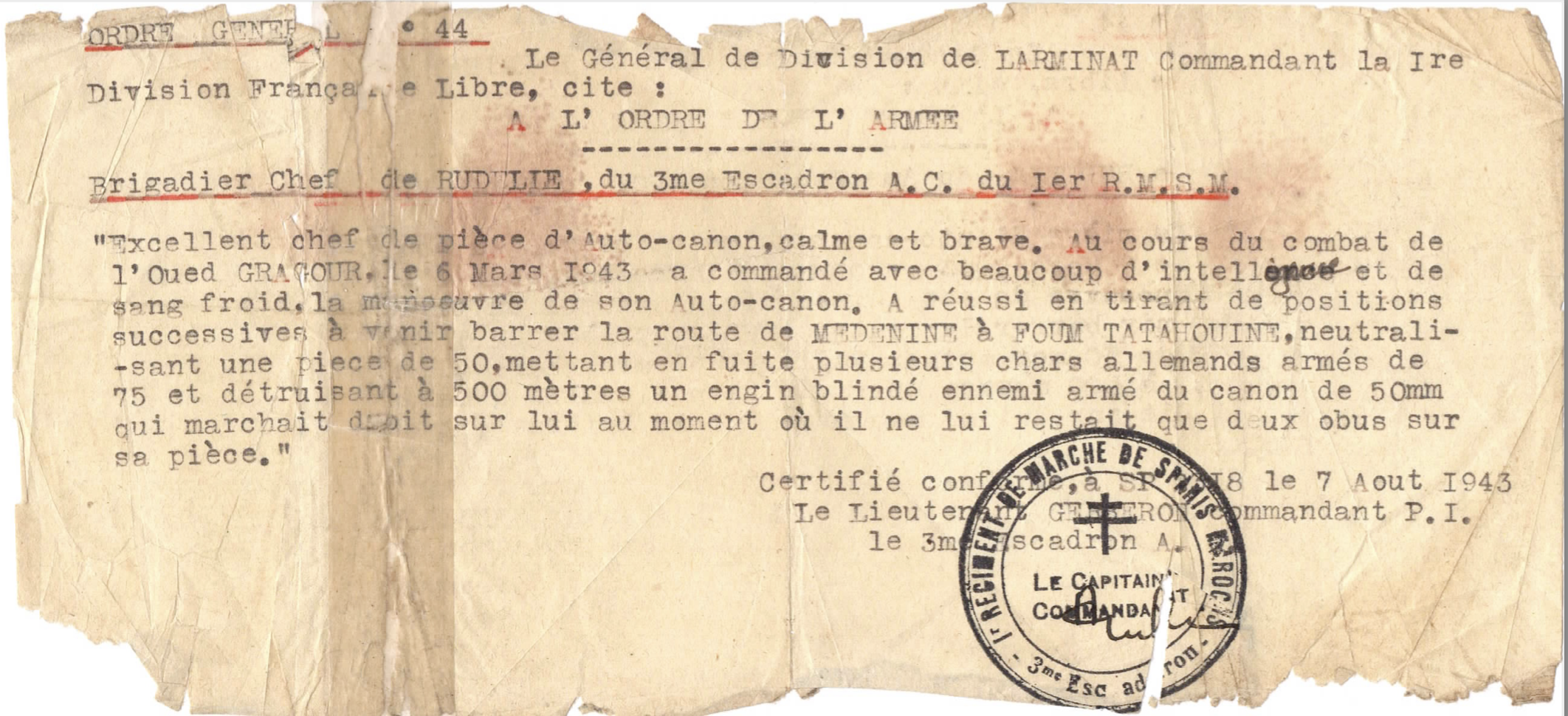
Citation à l'ordre de l'armée, datée du 7 aoüt 1943

En mars 1943, la Colonne volante rejoint la « Force L », sous les ordres du général Leclerc, qui deviendra le 24 août 1943 la 2e Division blindée. En septembre 1943, la division rejoint le Maroc, où elle se restructure en prévision du débarquement en France.

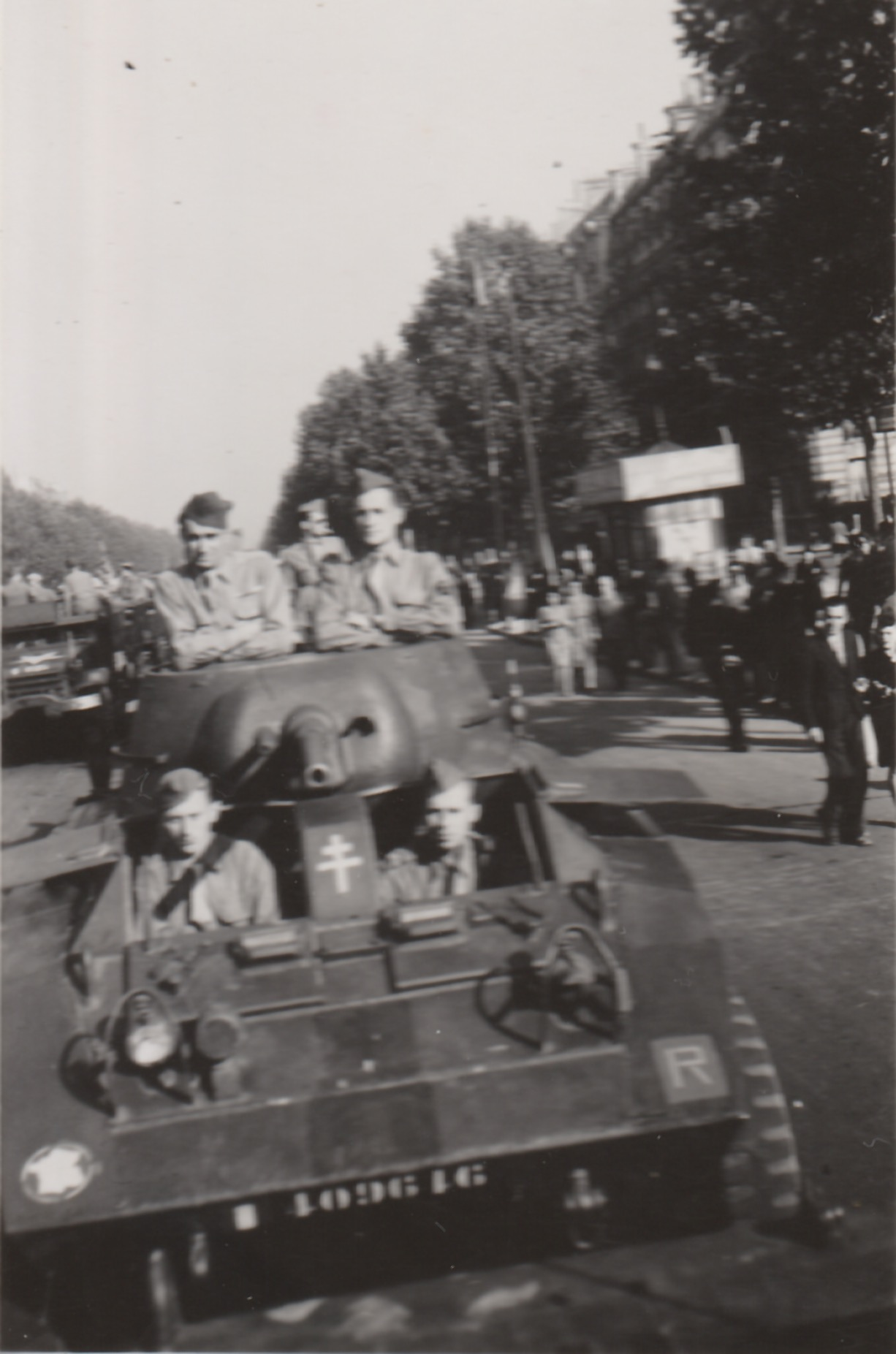
Henri de Rudelle (à gauche sur la tourelle) a bord d'un M8 Greyhound lors de la Libération de Paris

Henry de Rudelle quitte Oran le 20 juin 1944 à bord du Capetown-Castle, et arrive à Liverpool le 31 juin. Il débarque en France le 8 août 1944 à Grandcamp, à proximité d’Omaha Beach, avec la 2e Division Blindée. A la tête de son auto-mitrailleuse, il participe à réduction de la poche de Falaise, puis à la libération de Paris en juin 1944.
Il continue à s'illustrer, notamment dans les Vosges, aux combats de Chatel-sur-Moselle les 17 et 18 septembre 1944, au combat de Bénaménil, le 23 septembre 1944, et à celui de Bertrichamps le 1er novembre 1944. Ces actions lui valent une citation à l’ordre du régiment le 14 novembre 1944. Il participe à la libération de Strasbourg, le 23 novembre 1944.

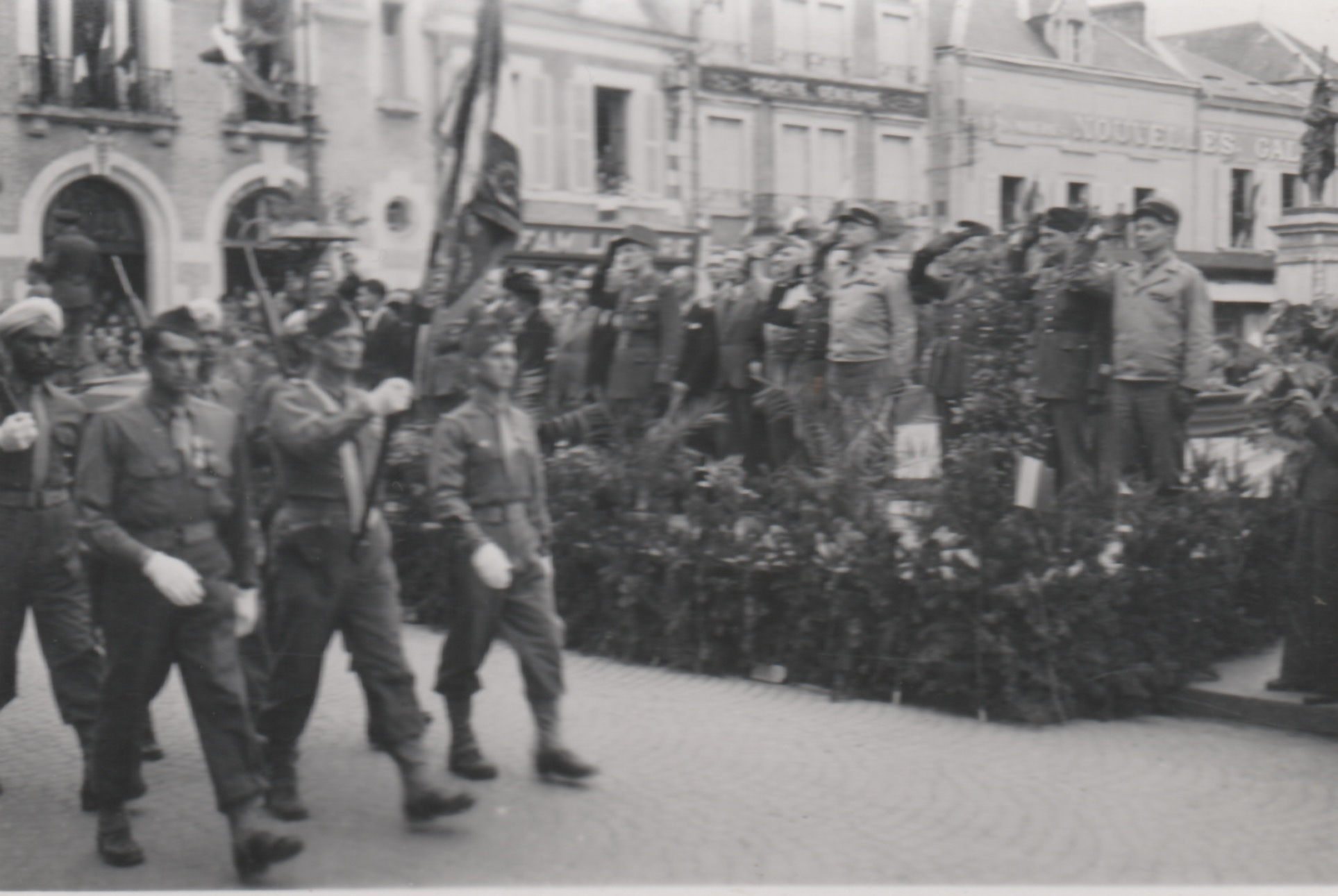
Henri de Rudelle (à gauche) défile devant le général Leclerc lors de la Libération de Strasbourg

Il est nommé adjudant le 1er janvier 1945, et prend part à la réduction de la poche de Royan au printemps 1945. Il rejoint ensuite l’Allemagne, et franchit la frontière le 30 avril 1945. le 5 mai 1945, son escadron atteint le nid d'aigle d'Hitler, à Berchtesgaden. 
Henry de Rudelle termine la guerre avec le grade d'adjudant, et est renvoyé dans ses foyers le 26 juin 1945. Il poursuit une carrière de comptable, dans la région parisienne. 
Il est nommé Compagnon de la Libération par décret du 17 novembre 1945, et chevalier de la Légion d'honneur le 1er janvier 1960.
Il est décédé le 15 septembre 1974 à Sucy-en-Brie et est inhumé auprès de son épouse Manuelle, au cimetière de Le Vézier, dans la Marne.

## Distinctions
- Chevalier de la Légion d'honneur - décret du 29 décembre 1959[1]
- Compagnon de la Libération - décret du 17 novembre 1945[1]
- Médaille Militaire - décret du 3 juin 1943[1],[8]
- Croix de Guerre 39/45 (2 citations) - décret du 3 juin 1943[1],[8]
- Médaille Coloniale avec agrafe «Libye 1942»[8]